# Campeonato Asiático de Atletismo Sub-20
O Campeonato Asiático de Atletismo Sub-20 (em inglês:Asian Athletics U20 Championships) anteriormente Campeonato Asiático de Atletismo Júnior é o campeonato asiático para atletas na categoria júnior de até 20 anos na data da celebração das provas. Organizado a cada dois anos pela Associação Asiática de Atletismo.

## Edições
| Edição | Ano  | Eventos | Cidade                | País          | Data                          |
| ------ | ---- | ------- | --------------------- | ------------- | ----------------------------- |
| 1º     | 1986 | 40      | Jacarta               | Indonésia     | 4 – 7 dezembro                |
| 2º     | 1988 | 40      | Singapura             | Singapura     | 8 – 11 de setembro            |
| 3º     | 1990 | 40      | Pequim                | China         | 13 – 16 de junho              |
| 4º     | 1992 | 40      | Nova Deli             | Índia         | 2 – 5 de dezembro             |
| 5º     | 1994 | 41      | Jacarta               | Indonésia     | 17 – 20 de setembro           |
| 6º     | 1996 | 41      | Nova Deli             | Índia         | 3 – 6 de dezembro             |
| 7º     | 1997 | 41      | Banguecoque           | Tailândia     | 4 – 7 de novembro             |
| 8º     | 1999 | 43      | Singapura             | Singapura     | 30 de setembro – 3 de outubro |
| 9º     | 2001 | 43      | Bandar Seri Begawan   | Brunei        | 19 – 22 de julho              |
| 10º    | 2002 | 43      | Banguecoque           | Tailândia     | 28 – 31 de outubro            |
| 11º    | 2004 | 43      | Ipoh                  | Malásia       | 12 – 15 de junho              |
| 12º    | 2006 | 43      | Macau                 | Macau         | 15 – 18 de julho              |
| 13º    | 2008 | 44      | Jacarta               | Indonésia     | 12 – 15 de julho              |
| 14º    | 2010 | 44      | Hanói                 | Vietname      | 1 – 4 de julho                |
| 15º    | 2012 | 44      | Colombo               | Sri Lanka     | 9 – 12 de jumho               |
| 16º    | 2014 | 44      | Taipé                 | Taipé Chinesa | 12 – 15 de junho              |
| 17º    | 2016 | 44      | Cidade de Ho Chi Minh | Vietname      | 3– 6 de junho                 |
| 18º    | 2018 | 44      | Gifu                  | Japão         | 7– 10 de junho                |
| 19º    | 2020 | 44      | Banguecoque           | Tailândia     | 14– 17 de maio                |
| 20º    | 2023 | 44      | Yecheon               | Coreia do Sul | 4– 7 de junho                 |

## Quadro geral de medalhas
Até a edição de 2018
| Ordem | País                   | Medalha de ouro | Medalha de prata | Medalha de bronze | Total |
| ----- | ---------------------- | --------------- | ---------------- | ----------------- | ----- |
| 1     | China                  | 293             | 191              | 102               | 586   |
| 2     | Japão                  | 138             | 142              | 153               | 433   |
| 3     | Catar                  | 59              | 36               | 27                | 122   |
| 4     | Taipé Chinesa          | 50              | 65               | 90                | 205   |
| 5     | Índia                  | 49              | 80               | 95                | 224   |
| 6     | Coreia do Sul          | 27              | 42               | 42                | 111   |
| 7     | Tailândia              | 25              | 35               | 30                | 90    |
| 8     | Arábia Saudita         | 17              | 26               | 14                | 57    |
| 9     | Cazaquistão            | 16              | 23               | 27                | 66    |
| 10    | Irão                   | 13              | 13               | 31                | 57    |
| 11    | Coreia do Norte        | 9               | 15               | 19                | 43    |
| 12    | Barém                  | 8               | 6                | 4                 | 18    |
| 13    | Uzbequistão            | 7               | 16               | 13                | 36    |
| 14    | Sri Lanka              | 7               | 14               | 2                 | 23    |
| 15    | Malásia                | 5               | 12               | 18                | 35    |
| 16    | Vietname               | 5               | 6                | 12                | 23    |
| 17    | Iraque                 | 5               | 2                | 5                 | 12    |
| 18    | Quirguistão            | 5               | 1                | 4                 | 10    |
| 19    | Kuwait                 | 4               | 6                | 8                 | 18    |
| 20    | Tajiquistão            | 4               | 1                | 2                 | 7     |
| 21    | Síria                  | 3               | 2                | 2                 | 7     |
| 22    | Indonésia              | 2               | 10               | 13                | 25    |
| 23    | Hong Kong              | 2               | 4                | 13                | 19    |
| 24    | Omã                    | 2               | 2                | 1                 | 5     |
| 25    | Turquemenistão         | 2               | 0                | 0                 | 2     |
| 26    | Emirados Árabes Unidos | 1               | 3                | 0                 | 4     |
| 27    | Paquistão              | 0               | 7                | 4                 | 11    |
| 28    | Singapura              | 0               | 1                | 10                | 11    |
| 29    | Bangladesh             | 0               | 1                | 2                 | 3     |
| 30    | Jordânia               | 0               | 1                | 1                 | 2     |
| 31    | Líbano                 | 0               | 1                | 0                 | 1     |
| 32    | Iêmen                  | 0               | 0                | 2                 | 2     |
| 33    | Azerbaijão             | 0               | 0                | 2                 | 2     |
| 34    | Brunei                 | 0               | 0                | 1                 | 1     |
| 35    | Myanmar                | 0               | 0                | 1                 | 1     |
| 36    | Palestina              | 0               | 0                | 1                 | 1     |
| Total | Total                  | 758             | 764              | 751               | 2.273 |